# Оливар (Чили)
Оливар (исп. Olivar) — посёлок в Чили. Административный центр одноимённой коммуны. Население — 2426 человек (2002). Посёлок и коммуна входит в состав провинции Качапоаль и области Либертадор-Хенераль-Бернардо-О’Хиггинс.
Территория — 45 км². Численность населения — 13 608 жителя (2017). Плотность населения — 302,4 чел./км².

## Расположение
Посёлок расположен в 9 км на юго-запад от административного центра области города Ранкагуа.
Коммуна граничит:
- на севере — c коммуной Ранкагуа
- на юге — c коммуной Рекиноа
- на западе — c коммуной Коинко
- на северо-западе — c коммуной Доньиуэ

## Демография
Согласно сведениям, собранным в ходе переписи 2017 г  Национальным институтом статистики (INE),  население коммуны составляет:
| Полное население                          | Полное население                          | Полное население                          | Полное население                          | Полное население                          | 13 608 |
| ----------------------------------------- | ----------------------------------------- | ----------------------------------------- | ----------------------------------------- | ----------------------------------------- | ------ |
| в том числе:                              | Городское население                       | 9 288                                     | Процент городского населения, %           | 68,25                                     |        |
|                                           | Сельское население                        | 4 320                                     | Процент сельского населения, %            | 31,75                                     |        |
|                                           | Мужское население                         | 6 822                                     | Процент мужского населения, %             | 50,13                                     |        |
|                                           | Женское население                         | 6 786                                     | Процент женского населения, %             | 49,87                                     |        |
| Плотность населения, чел/км²              | Плотность населения, чел/км²              | Плотность населения, чел/км²              | Плотность населения, чел/км²              | Плотность населения, чел/км²              | 302,4  |
| Население коммуны в % к населению области | Население коммуны в % к населению области | Население коммуны в % к населению области | Население коммуны в % к населению области | Население коммуны в % к населению области | 1,49   |

| Динамика изменения населения коммуны | Динамика изменения населения коммуны | Динамика изменения населения коммуны | Динамика изменения населения коммуны |
| ------------------------------------ | ------------------------------------ | ------------------------------------ | ------------------------------------ |
| 1992                                 | 2002                                 | 2012                                 | 2017                                 |
| 11332                                | 12335▲                               | 13483▲                               | 13608▲                               |

### Важнейшие населенные пункты коммуны
- Гультро (город) — 5472 жителей
- Оливар-Альто (посёлок) — 2426 жителей